# Elamische Religion

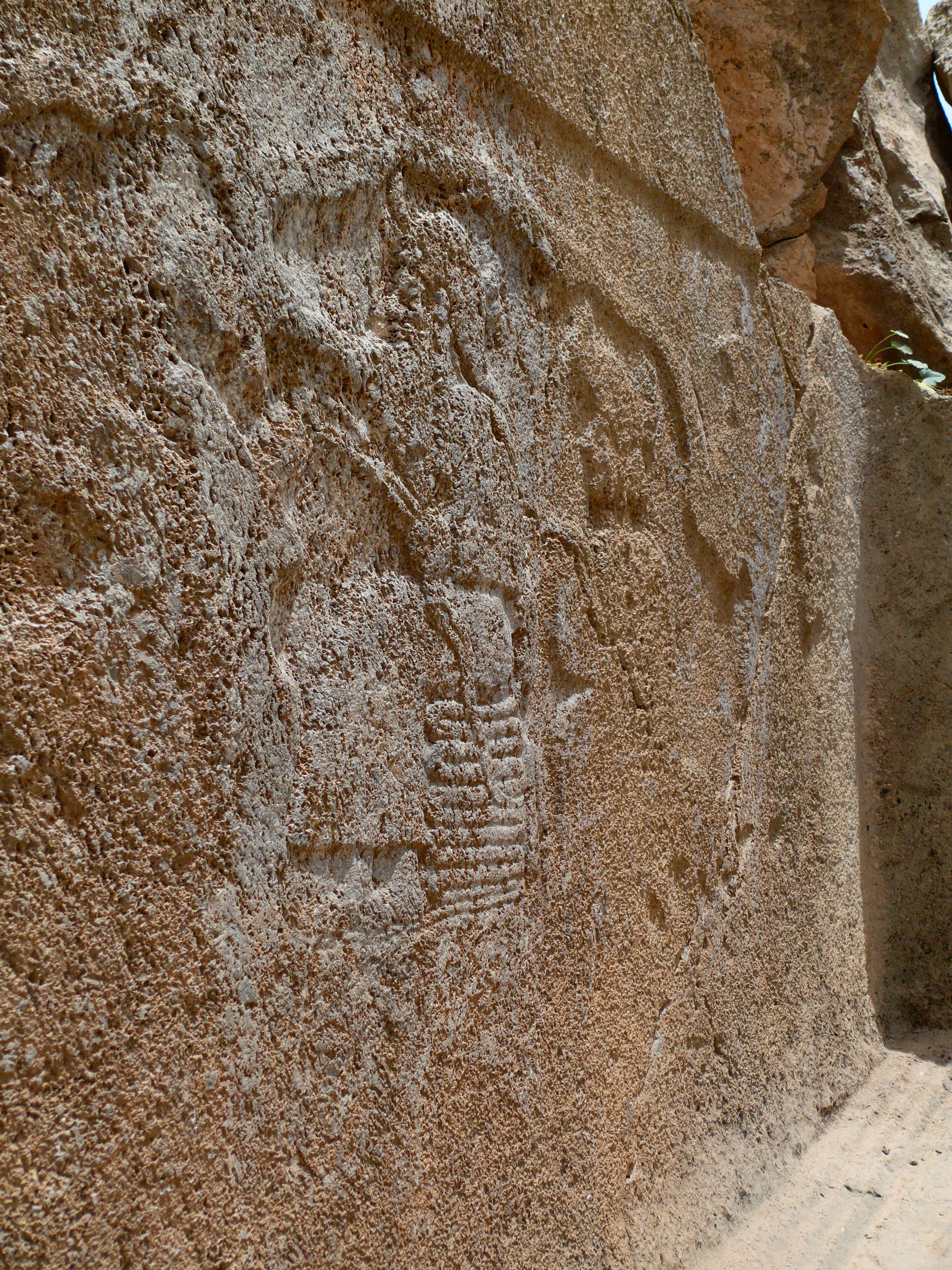
Darstellung elamischer Götter auf dem Felsrelief von Kurangun. Nach Heidemarie Koch sind dies der Gott Napiriša (links, thronend) und die Göttin Kiririša (rechts, hockend).

Die elamische Religion umfasst die Glaubensvorstellungen der elamischsprachigen Elamer, der Bewohner des Landes Elam im Iran des Altertums.

## Gottheiten
Die folgenden elamischen Gottheiten sind schriftlich belegt und daher namentlich bekannt.
| Name der Gottheit(en)                         | Geschlecht/Anzahl der Gottheit(en) | Aufgaben der Gottheit(en) | alternative Namen der Gottheit(en)                                        |
| --------------------------------------------- | ---------------------------------- | --- | ------------------------------------------------------------------------- |
| Adad                                          | Gott                               | mesopotamischer Wettergott und Gott der Opferschau; wurde auch noch in achämenidisch-persischer Zeit verehrt | IM, Im                                                                    |
| AL.UR.KA                                      | Gottheit                           | |                                                                           |
| Enki                                          | Gott                               | mesopotamischer Gott der Handwerker, Künstler und Zauberer und Gott der Opferschau, der Weisheit, Beschwörungen und des Süßwassers                                                                                      |                                                                           |
| Göttliche Gute des Himmels (d.ba-ḫa-ki-ki-ip) | Götter                             | | Göttliche Wohltäter (d.ba-ḫa-ḫu-ti-ip-pe), Göttliche Gute (d.ba-ḫa-ib-be) |
| Ḫaterišni                                     | Gott                               | |                                                                           |
| Ḫišmitek                                      | Gott                               | | Ḫiš.mitek                                                                 |
| Ḫumban                                        | Gott                               | Himmelsherrscher; im mesopotamischen Raum als Ḫuwawa/Ḫumbaba, Wächter des Zedernwaldes, bekannt; wurde auch noch in achämenidisch-persischer Zeit verehrt Mit Gattin Pinengir Vater des Sohnes Ḫutran                   |                                                                           |
| Ḫusa                                          | Gott                               | Baumgott |                                                                           |
| Ḫutran                                        | Gott                               | Gott der Soldaten |                                                                           |
| Igigu                                         | 7, 10 oder 300 Götter              | gute Götter des Himmels Gegensatz zu den unterirdischen Anunnaki |                                                                           |
| Inšušinak                                     | Gott                               | Stadtgott von Susa, Herr der Unterwelt und Totenrichter, Gott von Fruchtbarkeit und Wachstum, fischreichen Gewässern und Frühjahrsüberschwemmungen, dem Wohlergehen des Landes sowie von Recht und Ordnung, Kriegergott | NIN.Šušinak                                                               |
| Išnikarab                                     | Gott /Göttin                       | Gottheit der Unterwelt, Gehilfe beim Totengericht; ursprünglich mesopotamische Gottheit (Išme-karab) |                                                                           |
| Jabru                                         | Gott                               | Himmelsgott bzw. Beschwörungs- und Unterweltsgott |                                                                           |
| KI                                            | Göttin                             | Erdgöttin | Murun                                                                     |
| Kilaḫsupir                                    | Gott                               | Gott des Feuers. |                                                                           |
| Kiririša                                      | Göttin                             | Göttin von Kampf und Krieg, Muttergöttin |                                                                           |
| Kirwasir                                      | Gott                               | | Kirmasir, Kirwas                                                          |
| Laḫuratil                                     | Gott                               | Beschwörungsgott |                                                                           |
| Lagamar                                       | Gott /Göttin                       | Gottheit der Unterwelt, Gehilfe beim Totengericht; ursprünglich mesopotamische Gottheit |                                                                           |
| Manzat                                        | Göttin                             | Göttin des Regenbogens, Herrin der Stadt | Belet.ali                                                                 |
| Mašti                                         | Göttin                             | Muttergöttin |                                                                           |
| Naḫḫunte                                      | Gott                               | Sonnengott, Gott des Handels und des Rechts | Naḫunte                                                                   |
| Napazapa                                      | Gottheit                           | in achämenidisch-persischer Zeit verehrt |                                                                           |
| Napir                                         | Gott                               | Mondgott |                                                                           |
| Napiriša                                      | Gott                               | Gott des Süßwassers, Erdenherrscher; wurde auch noch in achämenidisch-persischer Zeit verehrt |                                                                           |
| Nap-ratep                                     | 8 Gottheiten                       | Gottheiten der Nahrung | Napratep, Nap.ratep, Ḫišep-ratep                                          |
| Narsina                                       | Göttin                             | Göttin der Venus | Niarzina                                                                  |
| Narunde                                       | Göttin                             | Muttergöttin, Sieg | Narunte                                                                   |
| Nergal                                        | Gott                               | mesopotamischer Unterwelts- und Totengott, Krieger, Seuchenbringer, Verbreiter glühender Sonnenhitze |                                                                           |
| Ninegal                                       | Göttin                             | mesopotamische Göttin |                                                                           |
| Ninḫursag                                     | Göttin                             | mesopotamische Muttergöttin |                                                                           |
| Nusku                                         | Gott                               | mesopotamischer Gott von Licht und Feuer |                                                                           |
| Parti                                         | Göttin                             | Muttergöttin |                                                                           |
| Pinengir                                      | Göttin                             | Göttermutter, Muttergöttin und Schützerin von Mutter und Kind Göttin der Liebe, Erotik Freudenhäuser, Gemahlin des Ḫumban, in einigen Quellen auch als Gemahlin des Inšušinak genannt \|\| Pinigir                      |                                                                           |

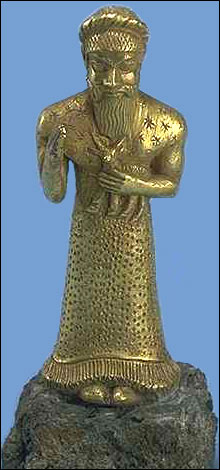
Darstellung eines elamischen Beters mit Opfertier. Louvre Inventarnummer SB 2758.

| Ruḫurater                                     | Gott                               | Ernährer | Ruḫu.rater                                                                |
| Šala                                          | Göttin                             | mesopotamische Göttin des Regens und Nebels |                                                                           |
| Šamaš                                         | Gott                               | mesopotamischer Sonnengott Gott von Recht und Ordnung und der Opferschau |                                                                           |
| Šazi                                          | Gott                               | Flussgott, Gott des Fluss-Ordals (Unschuldsprobe) |                                                                           |
| Sieben-Götter von Elam                        | 7 Götter                           | Abwehrer von Dämonen | Sebittu                                                                   |
| Simut                                         | Gott                               | Schützer Elams und der Elamer, Götterherold; wurde auch noch in achämenidisch-persischer Zeit verehrt | Šimut                                                                     |
| Sijašum                                       | Göttin                             | Muttergöttin |                                                                           |
| Tempt                                         | Gott                               | Gott des Himmels? |                                                                           |
| Tirutir                                       | Gott                               | |                                                                           |
| Upurkubak                                     | Göttin                             | Herrin des Weges der Edlen |                                                                           |
| Zizikirra                                     | Gottheit                           | in achämenidisch-persischer Zeit verehrt |                                                                           |

## Kultbauten
Der elamische Göttertempel war häufig eine Zikkurat. Auch scheint die Zikkurat zum ersten Mal in Elam entstanden zu sein.  Zudem könnte der Gebäudename selbst, in der Form „sig-ra-tu-me“, elamischen Ursprungs sein. An den Außenwänden elamischer Tempel waren Hörner angebracht, die ein Zeichen göttlicher Macht darstellten. Zudem waren auch heilige Gärten oder Haine Teil der Tempelanlagen.

## Totenglauben und Begräbnisriten
Gräber befanden sich stets unter den Häusern der Lebenden oder bei Gruppenbegräbnissen auch neben den Wohnhäusern. Häufig sind Bestattungen auch neben Heiligtümern vorgenommen worden. Die Toten selbst lagen in bloßer Erde, in Tongefäßen, Ton-Sarkophagen oder Grabgewölben. Die Elamer glaubten an ein Weiterleben im Jenseits. Daher galt es als wichtig, Totenopfer zu bringen. Deswegen waren die Gräber reich ausgestattet: versehen mit Nahrung und Getränken, Tongefäßen und Schmuck, bei Kaufleuten auch Waagen. Die Toten selbst waren in Tücher gewickelt, den Kopf mit einem Schleier bedeckt. Im Jenseits, so glaubten die Elamer, erwartete sie dann ein Totengericht. Totenrichter war Inšušinak, seine Gehilfen Išnikarab und Lagamar.